# Saison 1966-1967 de la LNH
Saison précédente Saison suivante
La saison 1966-1967 est la 50e saison régulière de la Ligue nationale de hockey. Six équipes ont joué chacune 70 matchs. C'est la dernière saison où seulement six équipes sont en compétition pour la Coupe Stanley. 

## Saison régulière
Les Black Hawks de Chicago, vainqueurs à trois reprises de la Coupe Stanley, finissent cette saison pour la première fois de leur histoire à la première place du classement. Ils gagnent leur premier Trophée Prince de Galles avec dix-sept points d'avance sur la seconde équipe du classement, les Canadiens de Montréal.
Eddie Giacomin des Rangers de New York est le meilleur gardien de la ligue avec une moyenne de 2,66 buts encaissés par match et neuf blanchissages.

### Classements finaux
Les quatre premières équipes sont qualifiées pour les séries éliminatoires.
| Clt   | Équipe                 | PJ | V  | D  | N  | BP  | BC  | Pts |
| ----- | ---------------------- | -- | -- | -- | -- | --- | --- | --- |
| +001, | Black Hawks de Chicago | 70 | 41 | 17 | 12 | 264 | 170 | 94  |
| +002, | Canadiens de Montréal  | 70 | 32 | 25 | 13 | 202 | 188 | 77  |
| +003, | Maple Leafs de Toronto | 70 | 32 | 27 | 11 | 204 | 211 | 75  |
| +004, | Rangers de New York    | 70 | 30 | 28 | 12 | 188 | 189 | 72  |
| +005, | Red Wings de Détroit   | 70 | 27 | 39 | 4  | 212 | 241 | 58  |
| +006, | Bruins de Boston       | 70 | 17 | 43 | 10 | 182 | 253 | 44  |

- Vainqueur du trophée Prince de Galles
- Qualifié pour les séries éliminatoires

### Meilleurs pointeurs
| Joueur         | Équipe                 | PJ | B  | A  | Pts |
| -------------- | ---------------------- | -- | -- | -- | --- |
| Stan Mikita    | Black Hawks de Chicago | 70 | 35 | 62 | 97  |
| Bobby Hull     | Black Hawks de Chicago | 66 | 52 | 28 | 80  |
| Norm Ullman    | Red Wings de Détroit   | 68 | 26 | 44 | 70  |
| Ken Wharram    | Black Hawks de Chicago | 70 | 31 | 34 | 65  |
| Gordie Howe    | Red Wings de Détroit   | 69 | 25 | 40 | 65  |
| Bobby Rousseau | Canadiens de Montréal  | 68 | 19 | 44 | 63  |
| Phil Esposito  | Black Hawks de Chicago | 69 | 21 | 40 | 61  |
| Phil Goyette   | Rangers de New York    | 70 | 12 | 49 | 61  |
| Doug Mohns     | Black Hawks de Chicago | 61 | 25 | 35 | 60  |
| Henri Richard  | Canadiens de Montréal  | 65 | 21 | 34 | 55  |

## Séries éliminatoires de la Coupe Stanley

### Arbre de qualification
|  | Demi-finales                      | Demi-finales                      |         |   | Finale de la Coupe Stanley             | Finale de la Coupe Stanley             |
|  | Demi-finales                      | Demi-finales                      |         |   | Finale de la Coupe Stanley             | Finale de la Coupe Stanley             |
|  |                                   |                                   |         |   |                                        |                                        |
|  | 6, 9, 11, 13, 15 et 18 avril 1967 | 6, 9, 11, 13, 15 et 18 avril 1967 |         |   | 20, 22, 25, 27, 29 avril et 2 mai 1967 | 20, 22, 25, 27, 29 avril et 2 mai 1967 |
|  | 6, 9, 11, 13, 15 et 18 avril 1967 | 6, 9, 11, 13, 15 et 18 avril 1967 |         |   | 20, 22, 25, 27, 29 avril et 2 mai 1967 | 20, 22, 25, 27, 29 avril et 2 mai 1967 |
|  | Chicago                           | 2                                 |         |   | 20, 22, 25, 27, 29 avril et 2 mai 1967 | 20, 22, 25, 27, 29 avril et 2 mai 1967 |
|  | Chicago                           | 2                                 |         |   | 20, 22, 25, 27, 29 avril et 2 mai 1967 | 20, 22, 25, 27, 29 avril et 2 mai 1967 |
|  | Toronto                           | 4                                 |         |   | 20, 22, 25, 27, 29 avril et 2 mai 1967 | 20, 22, 25, 27, 29 avril et 2 mai 1967 |
|  | Toronto                           | 4                                 | Toronto | 4 |                                        |                                        |
|  | 6, 8, 11 et 13 avril 1967         |                                   | Toronto | 4 |                                        |                                        |
|  |                                   | Montréal                          | 2       |   |                                        |                                        |
|  | Montréal                          | Montréal                          | 2       | 4 |                                        |                                        |
|  | Montréal                          |                                   |         | 4 |                                        |                                        |
|  | New York                          | 0                                 |         |   |                                        |                                        |
|  | New York                          | 0                                 |         |   |                                        |                                        |

### Finale
Les Maple Leafs de Toronto battent les Canadiens de Montréal en finale de la Coupe Stanley. L'équipe de Toronto a alors une moyenne d'âge supérieure à 30 ans, quatre joueurs ayant même plus de 40 ans.

## Récompenses

### Trophées
| Trophée                | Vainqueur                              | Équipe                 |
| ---------------------- | -------------------------------------- | ---------------------- |
| Trophée Calder         | Bobby Orr                              | Bruins de Boston       |
| Trophée Art-Ross       | Stan Mikita                            | Black Hawks de Chicago |
| Trophée Hart           | Stan Mikita                            | Black Hawks de Chicago |
| Trophée Conn-Smythe    | Dave Keon                              | Maple Leafs de Toronto |
| Trophée James-Norris   | Harry Howell                           | Rangers de New York    |
| Trophée Lady Byng      | Stan Mikita                            | Black Hawks de Chicago |
| Trophée Lester-Patrick | Gordie Howe Charles Adams James Norris | Red Wings de Détroit - |
| Trophée Vézina         | Glenn Hall Denis DeJordy               | Black Hawks de Chicago |

| Trophée                  | Équipe                 |
| ------------------------ | ---------------------- |
| Trophée Prince de Galles | Black Hawks de Chicago |
| Coupe Stanley            | Maple Leafs de Toronto |

### Équipes d'étoiles
| Position       | Première équipe | Première équipe        | Deuxième équipe | Deuxième équipe        |
| Position       | Joueur          | Équipe                 | Joueur          | Équipe                 |
| -------------- | --------------- | ---------------------- | --------------- | ---------------------- |
| Gardien de but | Eddie Giacomin  | Rangers de New York    | Glenn Hall      | Black Hawks de Chicago |
| Défenseur      | Harry Howell    | Rangers de New York    | Tim Horton      | Maple Leafs de Toronto |
| Défenseur      | Pierre Pilote   | Black Hawks de Chicago | Bobby Orr       | Bruins de Boston       |
| Ailier gauche  | Bobby Hull      | Black Hawks de Chicago | Don Marshall    | Rangers de New York    |
| Centre         | Stan Mikita     | Black Hawks de Chicago | Norm Ullman     | Red Wings de Détroit   |
| Ailier droit   | Ken Wharram     | Black Hawks de Chicago | Gordie Howe     | Red Wings de Détroit   |